# Dolores (mannequin)
Pour les articles homonymes, voir Dolores.
Dolores ou Rose Dolores, née Kathleen Mary Rose le 26 septembre 1893 à Wimbledon et morte le 7 novembre 1975 à Paris, est l'un des premiers mannequins pour vêtements à avoir connu la célébrité.

## Biographie
Née Kathleen Mary Rose, elle est une femme grande, issue de la classe ouvrière avec un accent Cockney. Elle devient  mannequin pour Lucy Christina Duff Gordon, la propriétaire de la maison de couture "Lucile" qui a Florenz Ziegfeld comme partenaire commercial. Duff-Gordon l'aurait découverte en train de faire des courses dans son showroom de Londres. Duff Gordon passe un an sur sa nouvelle création, « Dolores », éradiquant son accent de la classe ouvrière et lui enseignant la confiance, l'équilibre et les techniques de marche essentielles aux défilés de mannequins de Duff Gordon.
Elle passe du salon new-yorkais de Lucile à la scène de Broadway en juin 1917, où elle commencé à se produire à la fois dans les Ziegfeld Follies et dans le spectacle nocturne Midnight Frolic.
Le 15 juillet 1917, elle apparait dans le rôle de l'automobile Rolls Royce, l'une des six "car girls" personnifiant les aspects de la chanson The Motor Girls, interprétée par Mabel Berry. 
En octobre 1919, Dolores joue le rôle de l'une des nombreuses mannequins-showgirls dans Midnight Frolic qui fonctionne comme une pratique de co-branding reliant Ziegfeld, son riche public new-yorkais et la société de joaillerie Cartier. Cartier avait, à l'époque, un succès sensationnel avec un bracelet composé de divers bijoux taillés en forme de lettres formant le mot "Dearest" au poignet du porteur. Dolores apparait sur la scène de Ziegfeld en tant que « joyau du couronnement » dans un numéro intitulé « Dearest », où chacune des sept « statuesques beautés » vêtues de la couleur de son bijou éponyme épelait le nom « Dearest » sur scène.

## Vie privée
En 1923, elle se marie avec le collectionneur d'art américain Tudor Wilkinson. Elle arrête sa carrière de mannequinat et vit le reste de sa vie à Paris.

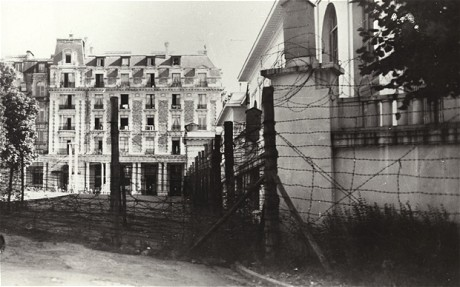
Camp d'internement de Vittel

Pendant la Seconde Guerre mondiale, sous l'Occupation allemande, elle est internée dans un hôtel à Vittel. Son mari Tudor Wilkinson n'est pas arrêté, peut-être parce qu'il fait du trafic d'art avec les allemands, comme le témoigne son inscription sur la liste des personnes 'red flag' par l'OSS, mais il est également écrit sur le rapport de la police qu'il prend une part active dans la résistance. Lui et sa femme ont contribué à cacher 42 aviateurs alliés, à cacher un poste radio courtes ondes, et même à dissimuler des armes dans la doublure des cloisons de leur appartement au 18, quai d'Orléans.

## Iconographie
Le travail de Dolores en tant que mannequin de couture bien connu est régulièrement mis en évidence dans les magazines de mode haut de gamme de l'époque, tels que Vogue, Harper's Bazaar et Town and Country, où elle est photographiée par des photographes de mode de premier plan tels qu'Adolph de Meyer. Comme l'écrit Vanity Fair en 1918, « probablement aucun modèle de notre époque n'a été aussi largement posé ou photographié qu'elle ».
Elle a été photographiée par Alfred Cheney Johnston qui a travaillé pour Florenz Ziegfeld pendant plus de 15 ans, prenant principalement des photographies publicitaires et promotionnelles des interprètes des Ziegfeld Follies.